# Johannes Thole
Johannes Thole (* 11. Februar 1880 in Oldenburg in Oldenburg; † 2. März 1952) war ein deutscher Politiker (CDU). Er war von 1946 bis 1950 Mitglied des Landtags von Schleswig-Holstein.

## Leben
Thole hatte den Mittelschulabschluss gemacht und war beruflich als Kaufmann tätig. Von 1922 bis 1933 war er Mitglied der Industrie- und Handelskammer in Altona. Am 1. Januar 1933 wurde Thole Vorstandsmitglied, jedoch noch 1933 durch die NSDAP von seinem Posten entfernt. Er war zeitweilig Mitglied des Deutschen Industrie- und Handelstages sowie einige Jahre Vorstandsmitglied der Berliner EDEKA-Genossenschaft.
Von 1945 bis 1946 war Thole Kreistagsabgeordneter in Norderdithmarschen, Stadtrat in Heide und Mitglied des Verwaltungsrates für Post und Fernsprechwesen in Frankfurt.
Thole war 1946 Mitglied des ersten und zweiten ernannten Landtags von Schleswig-Holstein und wurde über der CDU-Landesliste auch bei der Landtagswahl am 20. April 1947 in den Landtag gewählt. Als Alterspräsident des Parlaments leitete Thole die Wahl des Landtagspräsidenten Karl Ratz und seiner Stellvertreter. Thole blieb Landtagsabgeordneter bis zum Ende der Legislaturperiode am 31. Mai 1950.